# Peugeot Geopolis
Il Peugeot Geopolis è uno scooter prodotto dalla casa motociclistica francese Peugeot dal 2006 al 2016.

## Storia
Presentato nel novembre 2005 al Salone di Parigi il Geopolis è strettamente imparentato con il Satelis dal quale ne riprende il telaio e la struttura dei motori, si differenzia da quest’ultimo per il design e per la ciclistica “ruote alte” con una vocazione più da scooter stradista con uno stile più sportivo mentre il Satelis presenta una vocazione da scooter GT più classica.
Il Geopolis entra in produzione nel marzo del 2006 nello stabilimento Peugeot di Mandeure. Inizialmente disponibile nella variante 250 con motore Piaggio. Presenta la forcella con steli da 37 mm, una coppia di ammortizzatori regolabili, le ruote in lega da 16” e la impianto frenante composto da freni a disco da 263 mm all’anteriore e 226 mm al posteriore. Il motore 250 cm³ è il monocilindrico Piaggio quattro valvole, raffreddato a liquido, omologato Euro 3, ed eroga 22 CV. Il vano sottosella può ospitare due caschi jet. Gli allestimenti erano tre: il base Premium, l’intermedio City e il top di gamma Executive con ABS di serie. Inizialmente era stato annunciato anche il motore 125 Compressor ma tale modello non entrò in produzione.
Il modello 125 viene posto in vendita nell’aprile 2007: tale versione presenta delle modifiche al vano sottosella più piccolo (in grado di ospitare un casco jet a causa della ciclistica differente). Il telaio è lo stesso del 250, ma il motore è il Peugeot "LFE", una nuova unità monocilindrica quattro tempi, omologata secondo la normativa Euro 3. Tale motore eroga 15 CV (11 kW), ha il raffreddamento a liquido, alesaggio per corsa 57x48,9 mm, cilindrata effettiva di 124,8 cm³, distribuzione monoalbero con 4 valvole e iniezione elettronica. La capacità del serbatoio è pari a 13,5 litri. Il peso a secco del 125 cm³ è di 150 kg.
A settembre 2007 arriva anche il modello 400 con propulsore Piaggio; tale modello possiede la ciclistica del 250 con assetto rinforzato ma il vano sottosella è lo stesso del 125 quindi più piccolo. Oltre al nuovo motore debutta il sistema Dual Swinging Linkage un sistema con un link progressivo sull'ammortizzatore posteriore con una doppia bielletta che riduce le vibrazioni del motore e contiene contenere al minimo i movimenti trasversali del gruppo motore-forcellone per rendere più progressivo l'assorbimento dei colpi al posteriore. Il motore è un monocilindrico a 4 tempi con raffreddamento a liquido; alesaggio per corsa 85,8x69,0 mm; cilindrata effettiva pari 398,9 cm³ e rapporto di compressione 10,5:1. Capacità serbatoio carburante 13,5 litri. L’impianto frenante è composto da disco anteriore in acciaio da 263 mm e pinza flottante a 2 pistoncini, freno posteriore a disco singolo in acciaio da 240 mm e pinza flottante a doppio pistoncino. Il peso a secco è di 202 kg. La potenza massima è di 32,6 CV (24,0 kW) a 7.250 giri, la coppia massima erogabile è pari a 38,1 Nm a 5.250 giri.
All'EICMA 2007 viene presentato anche il motore top di gamma 500 che viene posto in vendita nel primo trimestre del 2008: tale modello deriva dalla meccanica del 400 e adotta il propulsore Piaggio MASTER (Multi-valve Super Torque Engine Range), monocilindrico a doppia candela con iniezione elettronica, raffreddamento a liquido, contralbero antivibrazioni, distribuzione monoalbero a camme in testa, e rispetta le normative Euro 3. La cilindrata effettiva è di 492 cm³ ed eroga 37,4 CV. Mantiene gli ammortizzatori Dual Swinging Linkage e adotta l’impianto frenante a doppio disco Nissin con disco doppio anteriore e singolo al posteriore (rispettivamente da 263 mm e 226 mm). Il peso è di 202 kg.
Nel maggio 2008 debuttano i nuovi allestimenti RS disponibili per le motorizzazioni 125, 250 e 400. Tali versioni sono caratterizzate da un’estetica più sportiva con verniciatura per la carrozzeria bicolore nero perlato/nero opaco, cerchi con razze di colore nero e bordi color alluminio, pinze freno rosse, forcella anteriore di colore nero e cupolino fumè.
Nel marzo 2010 il 250 viene sostituito dal nuovo 300: tale modello monta il motore Piaggio monocilindrico 278 cm³ a quattro valvole che eroga 22 cavalli (15,6 kW) a 7.250 giri/min e una coppia massima di 23 Nm a 6.000 giri/min.
Il peso a secco è di 159 chili. Gli allestimenti sono il base Premium, lo sportivo RS e il più lussuoso Geostyle ma l’ABS non è disponibile su nessun modello (a differenza del vecchio 250).
Nel fine 2012 la gamma viene rinnovata con i modelli 400 e 500 che escono di produzione mentre restano in produzione il 125 e il 300.